# Minla
Minla is een monotypisch geslacht van zangvogels uit de familie Leiothrichidae. De enige soort is:
- Minla ignotincta  – Roodstaartminla[1]